# Mama (EP Exo)
Mama è il primo EP del gruppo musicale sudcoreano-cinese EXO, pubblicato il 9 aprile 2012.

## Descrizione
Il disco è stato pubblicato in due versioni: una in coreano ad opera della subunità Exo-K, ed una in mandarino interpretata dalla subunità Exo-M.

## Tracce

### Versione coreana
1. MAMA (마마?) – 4:31 (Yoo Young-jin)
2. Baekhyun, D.O. – What Is Love (사랑은 무엇인가?) – 4:22 (testo: Yoo Young-jin – musica: Yoo Young-jin, Teddy Riley, Dominique "DOM" Rodriguez (Audity), Richard Garcia (Audity))
3. History (역사?) – 3:32 (testo: Yoo Young-jin – musica: Thomas Troelsen, Mikkel Sigvardt)
4. Suho, Baekhyn, D.O. – Angel (너의 세상으로?, Neoui Sesang-euroLR, lit. Into Your World) – 3:01 (testo: Jo Yoon-kyung – musica: Hyuk Shin (Joombas), DK (Joombas), Sasha Hamilton)
5. Kai, Chanyeol, Sehun – Two Moons (feat. Key degli SHINee) (두 개의 달이 뜨는 밤?, Du Gaeui Dari Tteuneun BamLR, lit. Two Moons Floating Tonight) – 3:03 (testo: Misfit – musica: Albi Albertsson (Musasshi), Im Kwang-wook (Devine Channel))
6. Machine (기계?) – 3:26 (testo: Misfit – musica: Albi Albertsson (Musasshi), Timo Kaukolampi)

### Versione cinese
1. MAMA – 4:31 (testo: Wang Yajun – musica: Yoo Young-jin)
2. Chen, Luhan – What Is Love (爱就是什么?T) – 4:22 (testo: Han Killn – musica: Yoo Young-jin, Teddy Riley, Dominique "DOM" Rodriguez (Audity), Richard Garcia (Audity))
3. History (历史T) – 3:32 (testo: Liu Yuan)
4. Chen, Luhan, Lay, Xiumin – Angel (你的世界T, Nǐ De ShìjièP, lit. Your World) – 3:01 (testo: Liu Yuan – musica: Hyuk Shin (Joombas), DK (Joombas), Sasha Hamilton)
5. Kris, Tao, Lay, Xiumin – Two Moons (feat. Key degli SHINee) (双月之夜T, Shuāng Yuè Zhī YèP, lit. Night of Two Moons) – 3:03 (testo: T-Crash, Misfit – musica: Albi Albertsson (Musasshi), Im Kwang-wook (Devine Channel))
6. Machine (机械T) – 3:26 (testo: Zhou Weijie – musica: Albi Albertsson (Musasshi), Timo Kaukolampi)

## Classifiche

### Classifiche settimanali
| Classifica (2012) | Posizione massima | Posizione massima |
| Classifica (2012) | EXO-K ver.        | EXO-M ver.        |
| ----------------- | ----------------- | ----------------- |
| Corea del Sud     | 1                 | 4                 |
| Giappone          | 33                | 63                |

### Classifiche di fine anno
| Classifica (2012) | Posizione  | Posizione  |
| Classifica (2012) | EXO-K ver. | EXO-M ver. |
| ----------------- | ---------- | ---------- |
| Corea del Sud     | 7          | 16         |

| Classifica (2013) | Posizione  | Posizione  |
| Classifica (2013) | EXO-K ver. | EXO-M ver. |
| ----------------- | ---------- | ---------- |
| Corea del Sud     | 32         | 39         |

| Classifica (2014) | Posizione  | Posizione  |
| Classifica (2014) | EXO-K ver. | EXO-M ver. |
| ----------------- | ---------- | ---------- |
| Corea del Sud     | 39         | 54         |

| Classifica (2015) | Posizione  |
| Classifica (2015) | EXO-K ver. |
| ----------------- | ---------- |
| Corea del Sud     | 95         |